# Almirante Latorre (1914)
«Альміранте Латорре» (ісп. Almirante Latorre) — чилійський лінійний корабель, побудований за замовленням Чилі у Великій Британії. Спущений на воду в 1913 року. 
Єдиний корабель свого типу, оскільки однотипний «Альміранте Кокрейн» також був придбаний Великою Британією і перебудований у авіаносець «Ігл».

## Історія служби

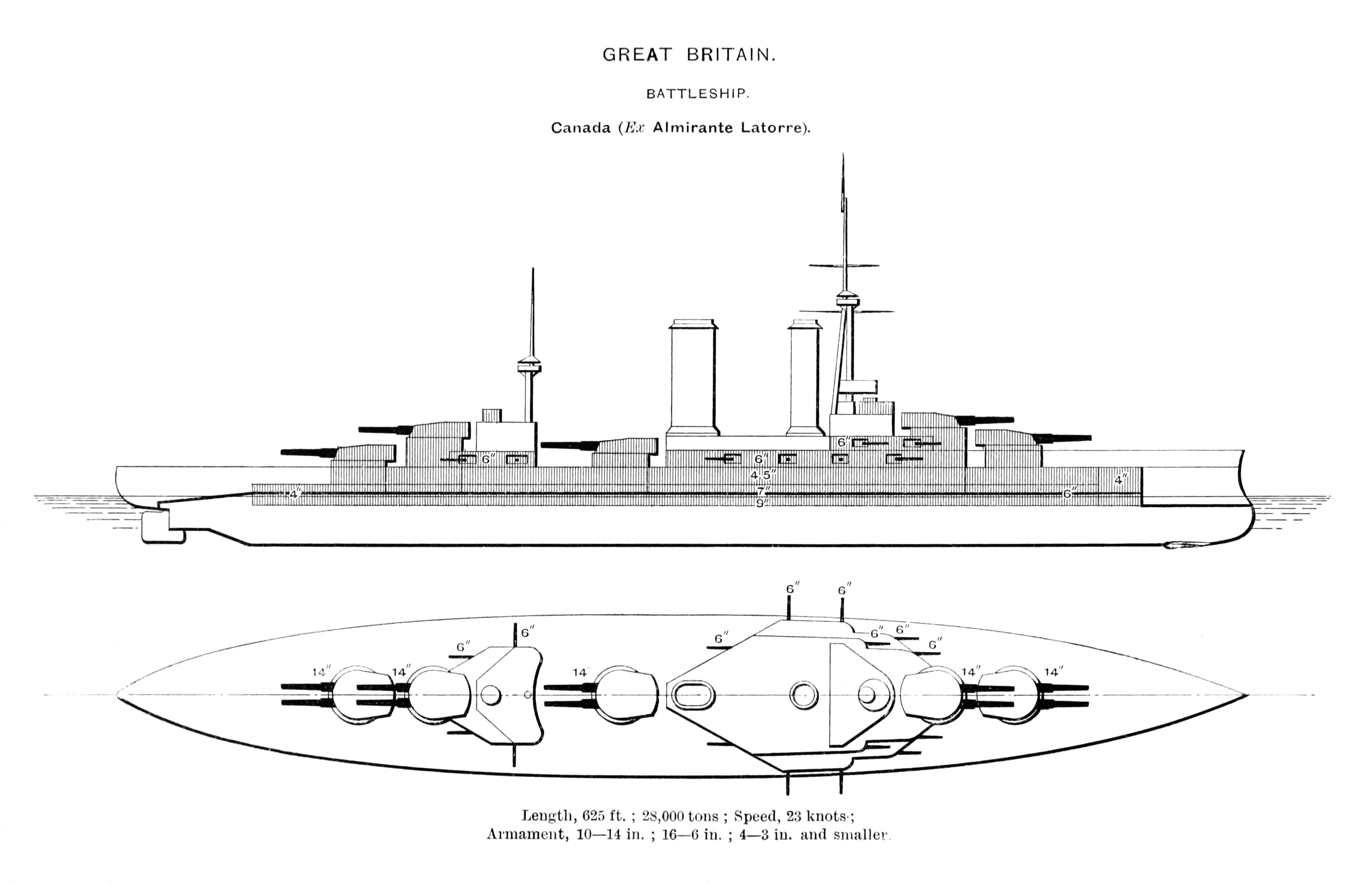
HMS Canada, схема основного озброєння та бронювання (1915)

На початку Першої світової війни, коли будівництво корабля наближалась до завершення, викуплений Великою Британією і в 1915 році включений до складу Королівського флоту під назвою HMS Canada (1913). Брав участь в Ютландській битві, випустивши у її ході 42 14-дюймових і 109 6-дюймових снарядів, втрат та пошкоджень не мав.

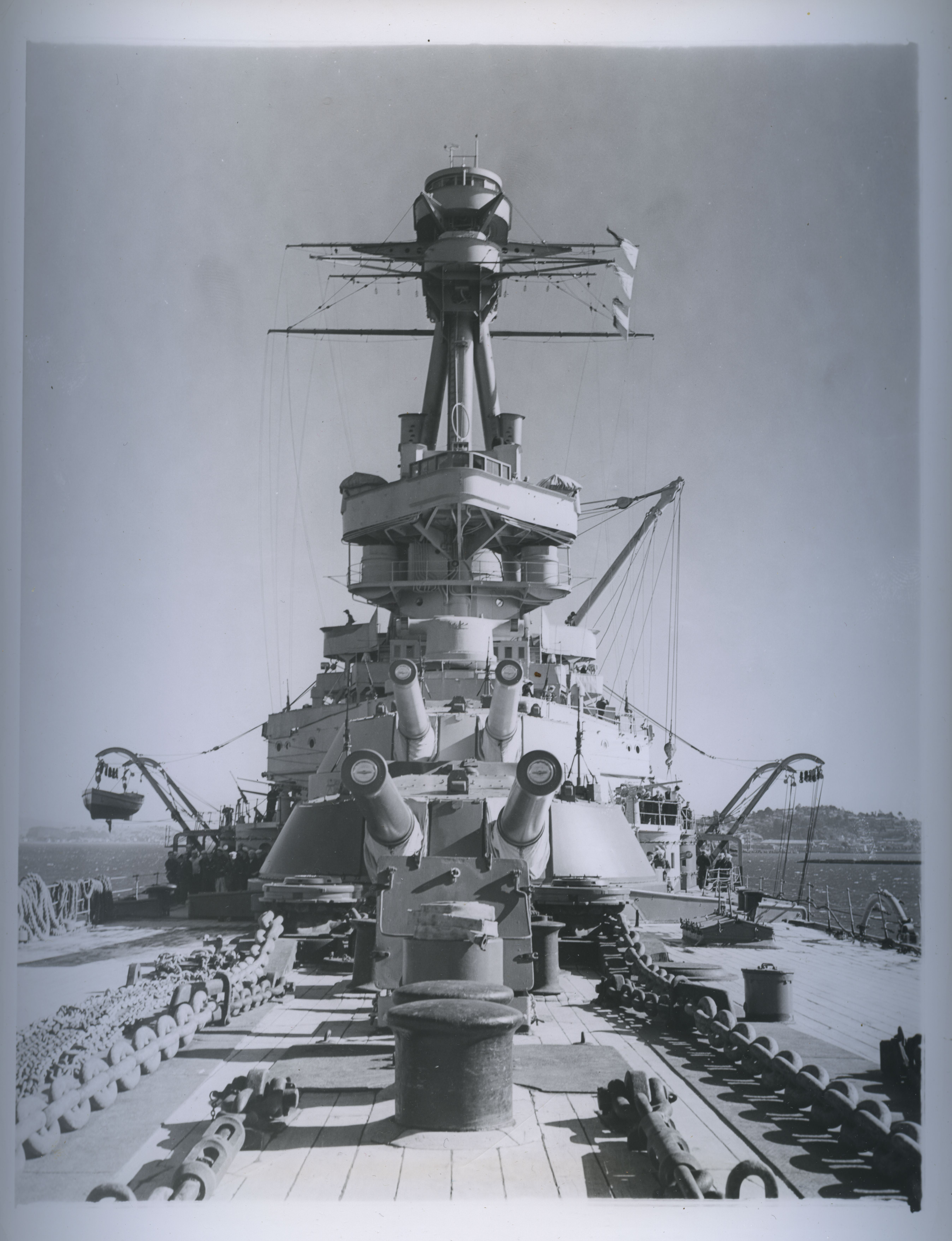
Носові башти головного калібру

HMS Canada був одним з найбільш швидкохідних лінійних кораблів Королівського флоту, розвинувши на випробуваннях 16 травня 1918 року швидкість 24,3 вузла. Потужність при цьому становила 52 682 к. с. при частоті обертання 335,5 об/хв.
У квітні 1920 року Canada був повторно проданий Чилі де, під початковою назвою, став флагманом чилійського флоту. 
Після атаки на Перл-Гарбор США звернулося до Чилі з пропозицією продати лінкор для заміщення втрачених власних лінкорів, але ця пропозиція була відхилена.  
У 1959 році розрізаний на метал в Японії.